# Jolöten
Jolöten (turkmeniska: Ýolöten; ryska: Ёлётен, Joljoten) är en stad och huvudort i Jolötendistriktet i provinsen Mary i Turkmenistan. Staden ligger vid floden Murgabs delta, 55 kilometer söder om staden Mary. Staden ligger även utmed järnvägslinjen Mary-Serhetabat. År 1989 hade staden 18 644 invånare, med totalt 35 000 invånare i hela distriktet. Enligt den senaste beräkningen från år 2009 hade staden 37 705 invånare. Jolöten grundades år 1939. Stadens viktigaste näring är olje- och gasindustri, och strax utanför centrala staden ligger Jolötens gasfält. 

### Fotnoter
1. ↑  ”Harry's World Atlas”. http://harrysworldatlas.blogspot.com/2008/05/turkmenistan-tm-mary-province.html. (engelska)